# Gretchen Walsh
Gretchen Claire Walsh (Nashville, 29 de janeiro de 2003) é uma nadadora estadunidense.

## Início da vida
Walsh nasceu em 29 de janeiro de 2003, filha de Glynis Walsh e Robert Walsh. Ela tem uma irmã mais velha, Alex, que também é nadadora competitiva. Ela estudou na Harpeth Hall School em Nashville, Tennessee, onde competiu academicamente pelo time do ensino médio, estabelecendo recordes nacionais do ensino médio no estilo livre de 50 metros e no estilo livre de 100 metros e ganhando títulos de campeonatos estaduais em vários eventos.
No outono de 2021, Walsh começou a frequentar a Universidade da Virgínia, onde compete colegialmente como parte da equipe de natação e mergulho do Virginia Cavaliers.

## Carreira
Em 2015, Walsh chamou a atenção da SwimSwam após conquistar sua primeira vaga em uma competição nacional para juniores quando tinha 12 anos. Ela se tornou a nadadora mais jovem a se classificar para as seletivas olímpicas dos EUA em 2016. Além de ser a mais jovem qualificada, com apenas 13 anos de idade, ela também foi a nadadora mais jovem a competir nas seletivas olímpicas, onde tinha 13 anos, 4 meses e 13 dias de idade na época da competição. No único evento em que se classificou para competir, o estilo livre de 50 metros, Walsh terminou com um tempo de 26,55 segundos e ficou em 125º lugar geral.
Em dezembro de 2017, Walsh quebrou seu próprio recorde nacional de faixa etária nos 50 metros livres para a faixa etária feminina de 13 a 14 anos com um tempo de 22,00 segundos na final do evento no Speedo Junior Nationals East Championships em Knoxville. Quatro meses depois, em março de 2018 e quando tinha 15 anos, Walsh se tornou a nadadora americana mais jovem a nadar a corrida de 50 metros livres em menos de 22,00 segundos com um tempo de 21,85 segundos que também quebrou os antigos recordes nacionais de faixa etária no evento para a faixa etária feminina de 15 a 16 anos estabelecidos por Simone Manuel e Kate Douglass em 22,04 em datas diferentes.
No primeiro dia do Campeonato da Divisão I da NCAA de 2022, em março, Walsh ajudou a alcançar uma vitória no revezamento medley 4×50 metros em um tempo recorde do campeonato de 1:32.16, dividindo 22.81 para a etapa de costas do revezamento. Nas eliminatórias matinais do segundo dia, ela ficou em segundo lugar no estilo livre de 50 metros com um tempo de 21,09 segundos e se classificou para a final. Ela nadou um melhor tempo pessoal de 20,95 segundos na final, ficando em segundo lugar. Mais tarde, na mesma sessão final, ela ajudou a alcançar uma vitória em primeiro lugar no revezamento livre 4×50 metros, dividindo 20,58 para a etapa âncora do revezamento. Na terceira manhã, ela se classificou para a final dos 100 metros costas empatada em segundo lugar com um tempo de 49,93 segundos. À noite, ela ficou em segundo lugar nos 100 metros costas com um melhor tempo pessoal de 49,00 segundos, terminando 0,26 segundos atrás da primeira colocada Katharine Berkoff. Para o revezamento medley 4×100 metros na mesma sessão, ela ajudou a vencer com um tempo de 3:22,34, que empatou os recordes do American e do US Open no evento, dividindo 49,44 para a etapa de costas do revezamento.
No quarto e último dia, Walsh ficou em primeiro lugar nas eliminatórias dos 100 metros livres, classificando-se para a final com um tempo de 46,78 segundos. Na final, ela ganhou o título da NCAA no evento, estabeleceu um novo recorde de piscina e foi classificada como a quarta mais rápida de todos os tempos nos 100 metros livres com um novo melhor tempo pessoal de 46,05 segundos. Ela concluiu seu primeiro campeonato da NCAA com outra vitória, desta vez ajudando a estabelecer novos recordes do American e do US Open no revezamento 4x100 metros livre em 3:06,91, dividindo 26,01 para a etapa âncora do revezamento.